# خان بالق
خان بالغ یا خان بالق (چینی: 汗八里; پین‌یین: Hánbālǐ; مغولی: ᠬᠠᠭᠠᠨ ᠪᠠᠯᠭᠠᠰᠤ, Qaɣan balɣasu) یا دادو (چینی: 元大都; پین‌یین: Yuán Dàdū; مغولی: ᠳᠠᠶ᠋ᠢᠳᠤ, Dayidu) پایتخت زمستانی سلسله یوان، مرکز اصلی امپراتوری مغول که قوبلای‌خان پایه‌گذاری کرد، که امروزه پکن، پایتخت چین کنونی می‌باشد. خان بالغ واقع در مرکز پکن معاصر بود.
قوبلای خان و جانشینان او مدعی تسلط بر کل امپراتوری مغول بودند، اگر چه در عمل این امپراتوری پس از مرگ منگوقاآن به تعدادی از خانات تکه‌تکه شده بود.

## نام
نام خان بالق از مغولی و زبان ایغوری منشأ گرفته‌ است. لغت «خان» معرف عنوان بزرگ و «بالق» به معنی «شهر» و «محل سکونت دائمی» هست: یعنی «شهر خان». در واقع این اسم درمیان ترکان شرقی و مغولان قبل از سقوط شانگدو پایتخت دودمان کین مورد استفاده بوده و اشاره به دودمان کین (۱۲۳۴–۱۱۱۵) دارد.

## تاریخچه
در سال ۱۲۶۴ قوبلای‌خان از کاخ دنینگ از جید جزیره بازدید کرد و آنقدر مسحور منظره شد که به ساختن پایتخت در اطراف این باغ دستور داد. معمار و برنامه‌ریز پایتخت لیو بینکژونگ بود.
از ۱۲۷۴ ساخت و ساز دیوارهای این شهر آغاز شد، همان سال در حالی که کاخ سلطنتی اصلی (大内) ساخته شده بود.

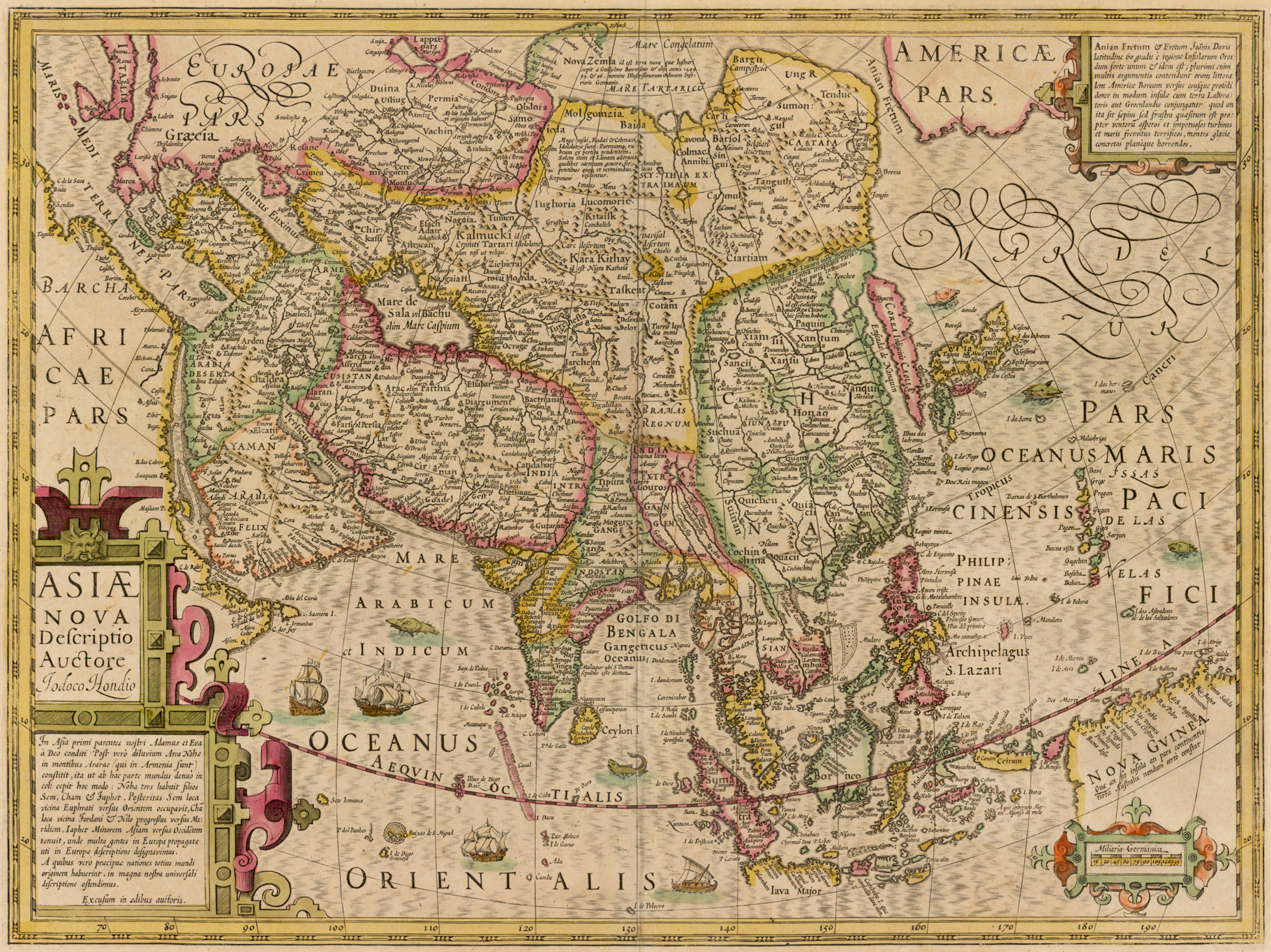
در حالی که "Cambaluc" به جغرافی دانان اروپا شناخته شده بود، محل دقیق آن – یا نسبت آن با پکن کاملاً روشن نبود.

به عنوان نمونه‌ای از سیاست آزادی مذهبی قوبلای خان، خان بالغ چندین مرکز عبادت متعلق به مذاهب و اعتقادات متفاوت داشت؛ و حتی این شهر محل اسقف اعظم کلیسای کاتولیک از سال ۱۳۰۷ تا ۱۳۵۷ بود.

## میراث
خرابه‌های دیوارهای خان بالغ عصر یوان هنوز هم موجود است و با عنوان(توچنگ (土城 «خاک دیوار» شناخته می‌شود).

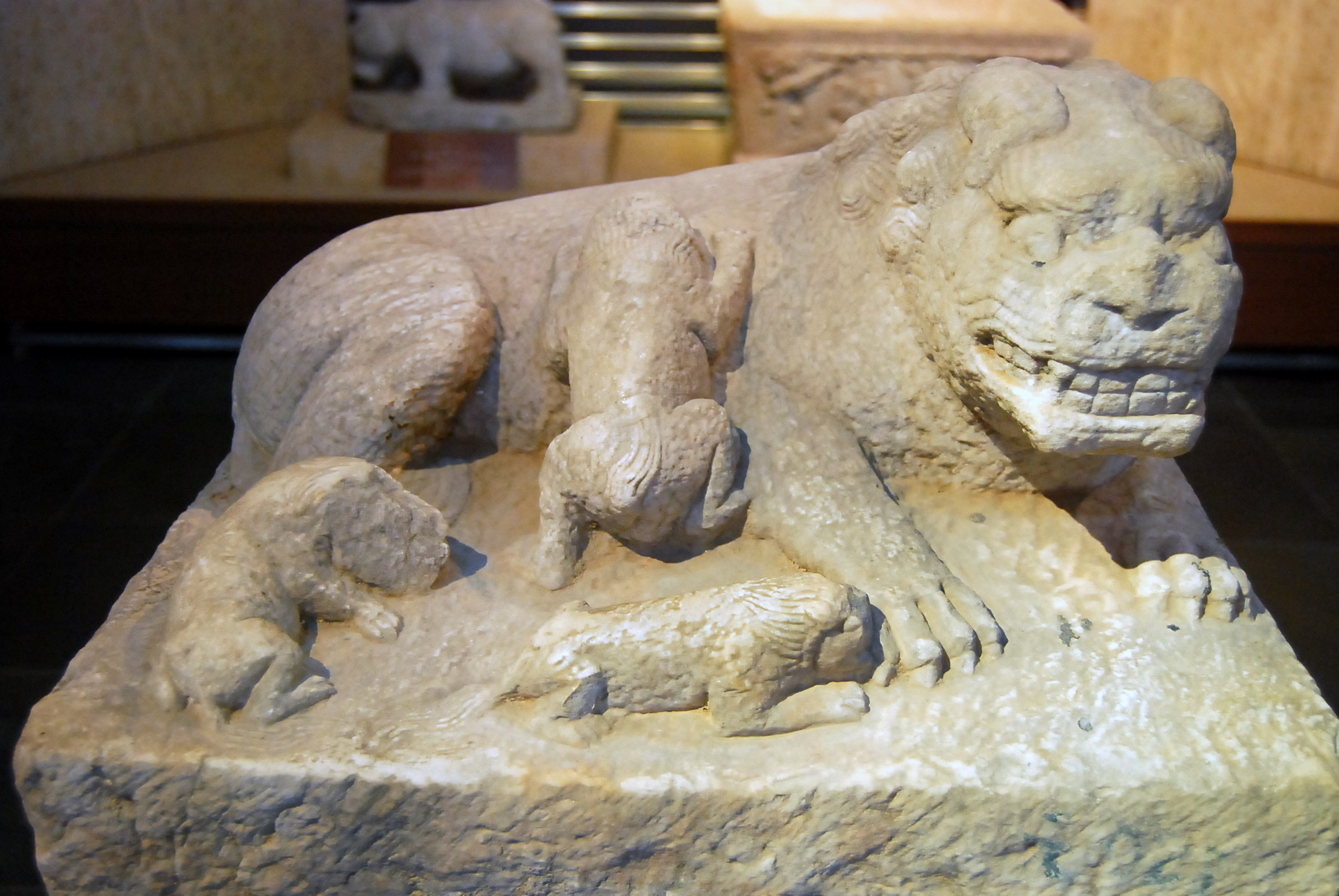
یک مجسمه از یک شیر با سه توله که زیر دیوار متعلق به دوران مینک کشف شده در حال حاضر در قسمت نمایش خان بالغ و در موزه کارهای سنگی پکن است.

جزئیات از دست رفتن خان بالیغ در بسیاری از کتاب‌های تواریخ مغولی مانند
آلتن توبچی (
Altan Tobchi) ذکر شده.
برای مدت‌های بسیار طولانی خان بالق نامی استاندارد برای پکن در فارسی و زبانهای ترکی آسیای مرکزی و خاورمیانه بود. به عنوان مثال خان بالق نام مورد استفاده در هر دو نسخه زبان فارسی و ترکی زبده التواریخ بایسنقری اثر غیاث الدین نقاش (Ghiyāth al-dīn Naqqāsh) در شرح مأموریت فرستادگان شاهرخ میرزا به پایتخت مینگ است. این اثر یکی از دقیق‌ترین تشریح‌ها از چین برای قرن‌ها بوده.
هنگامی که مسافران اروپایی از طریق دریا از طریق مالاکا و فیلیپین در قرن ۱۶ به چین رسیدند آن‌ها در ابتدا نمی‌دانستند که چین همان کشور ختای "Cathay" است که در مورد آن در نوشته‌های مارکو پولو خوانده بودند و متوجه نبودند که  کامبالوک شهر "Cambaluc" همان شهری است که در جنوب چین به عنوان پکن شناخته می‌شود. تا اینکه یسوعیون ماتئو ریچی اولین سفر خود به پکن را در ۱۵۹۸ انجام داد و از مواجه خود با ترک‌های عرب یا ترک‌های مسلمان نوشت. او تأیید کرد که شهر خان بالق "Cambaluc" همان پکن و ختای همان چین است و در مجلات خود اعلام کرد اما تا قرن ۱۷ در اروپا خان بالق "Cambaluc" و ختای "Cathay" نام‌های رایج در نقشه‌ها بود.